# Salmo 21

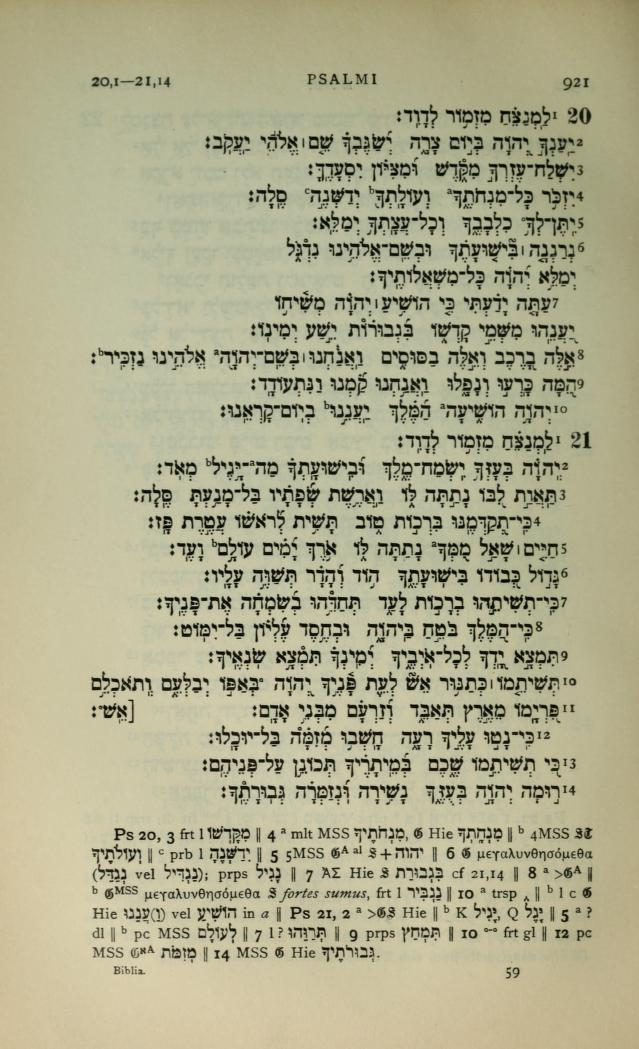
I salmi 20 e 21 nella Biblia Hebraica (1909) di Rudolf Kittel.

Il salmo 21 (20 secondo la numerazione greca) costituisce il ventunesimo capitolo del Libro dei salmi.
È tradizionalmente attribuito al re Davide.